# Martín Torrijos

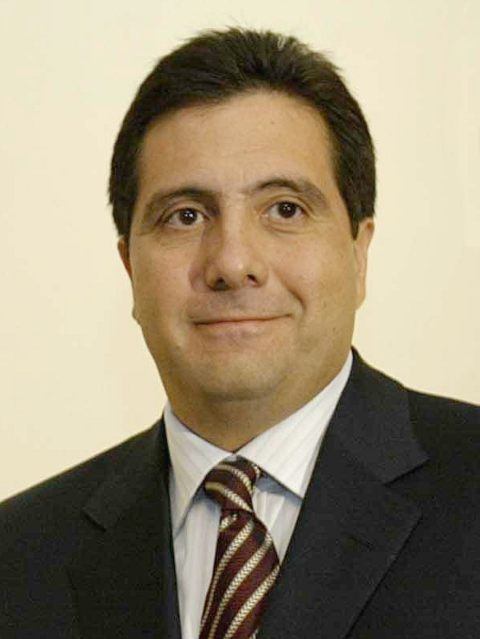
Martín Torrijos (2004)

Martín Erasto Torrijos Espino (* 18. Juli 1963 in Panama-Stadt) ist ein panamaischer Politiker der PRD. Er ist der Sohn des am 1. August 1981 bei einem Flugzeugabsturz gestorbenen Militärmachthabers und De-facto-Staatschefs Omar Torrijos.

## Leben
Am 2. Mai 2004 wurde er zum Präsidenten Panamas gewählt (es war nach 1999 sein zweiter Anlauf). Auf ihn entfielen 47,4 %, auf den zweitplatzierten Ex-Präsidenten Guillermo Endara Galimany 30,9 %, auf den Kandidaten des Regierungslagers, Ex-Außenminister Aleman, 16,4 % und auf den Ex-Kanalminister Martínelli 5,3 %. Torrijos trat sein Amt am 1. September 2004 an. Vizepräsident waren Samuel Lewis Navarro and Rubén Arosemena.
Seinen Wahlkampf bestritt er mit der Parole Sí, se puede („Ja, es geht“) und mit dem Versprechen, die Korruption zu bekämpfen und Sicherheit und Beschäftigung zu schaffen.
In seiner Amtszeit kündigte er an, den Panama-Kanal zu verbreitern, eine Großinvestition in Höhe von mehreren Milliarden Euro. Am 30. Jahrestag des Abkommens über die Rückgabe der Kontrolle des Kanals von den USA an Panama wurde der Ausbau am 3. September 2007 feierlich begonnen.
Er ist, wie sein in Panama von Anhängern als Nationalheld verehrter Vater Omar Torrijos, Mitglied der PRD (Partido Revolucionario Democrático). Torrijos ist mit Vivian Fernández verheiratet und ist Vater dreier Kinder (Daniela, Martín Omar und Nicolás). Seine Amtszeit endete am 30. Juni 2009.

## Präsidentschaftswahl 2009
Bei der Präsidentschaftswahl am 3. Mai 2009 wurde der Kandidat des konservativen Lagers, der Unternehmer Ricardo Martinelli, (mit einer überwältigenden Stimmenmehrheit von knapp 60 %) zum Präsidenten gewählt.  Martinelli trat sein Amt am 1. Juli 2009 an.

## Präsidentschaftswahl 2024
Bei der Präsidentschaftswahl am 5. Mai 2024 trat Torrijos als einer von acht Kandidaten erneut an.